# ハロルド・P・ブラウン
ハロルド・P・ブラウン（Harold Pitney Brown、1869年8月27日 - 1932年7月26日）は電気椅子を発明したアメリカ合衆国の発明家。
感電死と電気椅子の発明者として歴史に名を残すことになった。
交流電流で感電死した若い技術者の事故死の記事をニューヨークポストに書いたのがトーマス・エジソンの目に留まり、感電死の研究ならびに電気椅子の開発の為に雇われた。エジソンは交流を推進するウェスティングハウス・エレクトリック社との対立から、交流電流を危険な殺人の道具と印象付けるためにブラウンを雇った（詳細は電流戦争を参照のこと）。
ブラウンは交流電流の危険性をアピールするためにニュージャージー州の研究所で様々な感電ショーを開催した。犬や猫から豚や牛などの大型獣で行い、電気＋処刑（Electric＋execution）で感電死（Electrocution）という造語が作られた。
1886年、ニューヨーク州は、絞首刑に代る新しい、より人道的な死刑執行システムを導入するために委員会を設立した。エジソンはここに電気椅子を売り込み、電気椅子は1889年に採用された（詳細は電気椅子を参照のこと）。ブラウンの感電ショーは最終的に人間で行われたとも言える。
ブラウンは何故か電気椅子に関する特許を取得していない。実際に電気椅子の特許を取得したのは死刑執行人のエドウィン・デーヴィスだった。